# Аксёнов, Николай Фёдорович
Николай Фёдорович Аксёнов (2 июня 1928 года — 29 января 1985 года) — советский партийный и государственный деятель, в 1976—1985 годах — первый секретарь Алтайского крайкома КПСС.

## Биография
Родился в 1928 году на Алтае, в селе Буранове Усть-Калманского района, в семье крестьянина. Трудовую деятельность начал в 1944 году помощником комбайнёра Бурановского совхоза Алтайского края.
После окончания Алтайского сельскохозяйственного института в 1953 году получил специальность учёного-зоотехника и работал в качестве ассистента кафедры частного животноводства в этом же институте. В 1953 году направляется главным зоотехником. Здесь он вступает в ряды Коммунистической партии.
Как способного специалиста и организатора, его в 1955 году выдвигают работу в аппарат Алтайского крайкома КПСС, где он работает инструктором, помощником второго секретаря, заведующим совхозным отделом, а затем Аксёнов занимает пост второго секретаря крайкома партии.
В 1961—1968 годы секретарь Алтайского крайкома КПСС, в 1968—1973 годах второй секретарь Алтайского крайкома КПСС. Сочетая работу с учёбой, в 1971 году окончил заочную Высшую партийную школу при ЦК КПСС.
В июне 1973 года избирается председателем исполнительного комитета Алтайского краевого Совета депутатов трудящихся. В 1976—1985 годах первый секретарь Алтайского крайкома КПСС. Работая в должности, Николай Фёдорович Аксенов большое внимание уделяет совершенствованию стиля и методов работы Советов края, повышению их роли в хозяйственном и культурном строительстве, квалифицированно решает вопросы развития экономики края.
Награждён Орденом Октябрьской Революции, двумя Орденами трудового Красного Знамени, орденом «Знак Почёта», также тремя медалями.
Избирался делегатом XXIV съезда КПСС, на XXVI съезде КПСС, в 1981 году избран членом ЦК КПСС. Депутат Верховного Совета СССР: Совета Национальностей 9-го созыва (1974—1979), Совета Союза, 10-11 созывов (1979—1985) от Алтайского края[1][2][3]. В Верховный Совет 9 созыва избран от Шебалинского избирательного округа № 610; заместитель председателя Комиссии по товарам народного потребления Совета Национальностей[1]. Скончался 29 января 1985 года от сердечного приступа во время плановой командировки в село Солонешное в качестве кандидата в Верховный Совет РСФСР.
Похоронен в городе Барнауле.

## Награды
Награждён орденом Ленина, орденом Октябрьской Революции, двумя орденами Трудового Красного Знамени, орденом «Знак Почёта».